# Ron-Robert Zieler
Ron-Robert Zieler (Köln, 12. veljače 1989.) je njemački nogometni vratar i nacionalni reprezentativac. Trenutačno brani za Stuttgart.

## Karijera

### Klupska karijera

#### Počeci
Zieler je rođen u Kölnu te je nogomet najprije počeo igrati u tamošnjem klubu FC Viktoria Köln 1904 prije nego što se 2001. pridružio većem 1. FC Kölnu. U srpnju 2005. odlazi u Englesku gdje trenira u omladinskom sastavu Manchester Uniteda.

#### Manchester United
Vratar je tijekom prve juniorske sezone u klubu odigrao 22 utakmice za momčad do 18 godina, uključujući i juniorski FA kup. Debi za rezervni sastav kluba imao je 15. ožujka 2007. u domaćem 3:0 porazu protiv Sheffield Uniteda. Unatoč lošem početku, Zieler četiri dana kasnije nije primio pogodak u utakmici protiv Oldham Athletica u Manchester Senior Cupu (pobjeda od 2:0). Te sezone kao i sljedeće vratar je s rezervnom momčadi osvojio taj turnir. Također, branio je i u finalu turnira Lancashire Senior Cup protiv Liverpoola u kojem je United pobijedio s 3:2.
U sezoni 2008./09. njemački vratar je uveden u seniorski sastav te mu je dodijeljen dres s brojem 38. Za klub nije branio niti jedanput, tek je 23. rujna 2008. bio na klupi na utakmici Liga kupa protiv Middlesbrougha.

#### Northampton Town
26. studneog 2008. Zieler je poslan na posudbu u niželigaš Northampton Town kako bi tamo bio rezerva prvom vrataru Chrisu Dunnu. Posudbeni rok je kasnije produljen do 31. siječnja 2009. a nakon toga do 25. veljače iste godine.
Vratar je za klub debitirao 21. veljače 2009. u domaćem 2:0 porazu od Walsalla. Tri dana kasnije je branio u neriješenoj 1:1 utakmici protiv Brighton & Hove Albiona nakon čega se 26. veljače vraća u Manchester United.

#### Povratak u Manchester United
Nakon povratka u matični klub, Zieler je bio rezervni vratar kluba. U utakmici protiv rezervi Newcastle Uniteda 30. ožujka 2009. je slomio ruku prilikom zračnog duela s protivničkim napadačem. Do kraja karijere u Unitedu vratar nije branio ni u jednoj prvenstvenoj utakmici.

#### Hannover 96
22. travnja 2010. Ron-Robert se vraća u domovinu na probu u Hannover 96. Nakon uspješne probe vratar potpisuje s klubom dvogodišnji ugovor uz mogućnost produljenja na još jednu godinu. Zieleru je potom dodijeljen dres s brojem 20.
Uz seniorsku, Zieler je tijekom sezone 2010./11. branio i za rezervnu momčad kluba. Nakon debitantske utakmice u Bundesligi 16. siječnja 2011. protiv Eintracht Frankfurta, Ron-Robert je postao novi standardni vratar kluba.
24. lipnja 2011. Zieler je s klubom produžio ugovor do lipnja 2015. Pritom mu je i dodijeljen dres s brojem 1 kojeg je nosio prijašnji vratar Florian Fromlowitz koji je prešao u Duisburg.

### Reprezentativna karijera
Prije nastupa za seniorsku, Ron-Robert Zieler je nastupao za sve omladinske reprezentacije Njemačke dok je s nacionalnim U19 sastavom osvojio europsko prvenstvo 2008. godine.
U seniorsku momčad je prvi puta pozvan u kolovozu 2011. ali je debitirao tek 11. studenog iste godine u prijateljskoj utakmici protiv Ukrajine. Ušavši u igru, Zieler je postao čak 50. debitant za Elf tijekom ere njemačkog izbornika Joachima Löwa. U susretu koji je završio s 3:3, Zieler je primio sva tri gola u 17 minuta. Time je postao prvi vratar od 1954. koji je primio tri ili više pogodaka u debiju za Njemačku.
Njemački izbornik Joachim Löw uvrstio je Zielera kao trećeg vratara na popis reprezentativaca za EURO 2012. u Poljskoj i Ukrajini što je za njega prvo veliko natjecanje u dresu Elfa.
S Elfom je 2014. godine postao svjetski prvak osvojivši Svjetsko prvenstvo koje se održavalo u Brazilu.

## Osvojeni trofeji

### Reprezentativni trofeji
| Turnir             | Trofej   | Godina   |
| Njemačka           | Njemačka | Njemačka |
| ------------------ | -------- | -------- |
| EURO U19           | Zlato    | 2008.    |
| Svjetsko prvenstvo | Zlato    | 2014.    |

## Vanjske poveznice
- Profil vratara na Transfermarkt.de  Arhivirana inačica izvorne stranice od 5. ožujka 2010. (Wayback Machine)
- MUFC Info.com  Arhivirana inačica izvorne stranice od 15. rujna 2012. (Wayback Machine)